# Leyla Məmmədbəyova
Leyla Ələsgər qızı Məmmədbəyova, geborene Zeynalova (geboren 1909 in Baku; gestorben 1989 in Baku), war die erste aserbaidschanische Pilotin. Sie war auch die erste Pilotin im Kaukasus, in Südeuropa und in Westasien.

## Karriere
Məmmədbəyovas Vater, Ələsgər Zeynalov, war der Cousin des aserbaidschanischen Schauspielers Hüseyn Ərəblinski. Ihre Familie war an Kunst interessiert und als Jugendliche spielte sie Klavier und die Tar. Mit 14 heiratete sie den ehemaligen Landbesitzer Bəhram Məmmədbəyova, welcher später der Chef der Professional Unions Bank in Baku wurde.
Məmmədbəyova wurde als professionelle Fliegerin im Aeroklub Baku ausgebildet und führte ihren ersten Flug 1931 durch. Sie führte ihre Ausbildung 1932 an einer Pilotenschule in Moskau fort. Am 17. März 1933 wurde Məmmədbəyova der zweite weibliche Fallschirmspringer in der Sowjetunion (nach Nina Kamnewa), als sie aus einem U-2-Flugzeug über dem Moskauer Tuschinofeld absprang. 1934 gewann sie den Fallschirmspringerwettkampf, welcher durch die Vertreter der südkaukasischen Nationen ausgerichtet wurde. 1941 wurde sie Staffelführerin in der sowjetischen Armee.
Məmmədbəyova setzte ihre Karriere als Pilotin und Ausbilderin im Aeroklub Baku fort. Sie durfte nicht im Zweiten Weltkrieg kämpfen, da sie zu dieser Zeit vier Kinder großzog (sie hatte insgesamt sechs Kinder). Obwohl der Aeroklub Baku durch die Kriegsumstände schließen musste, schaffte Məmmədbəyova es, selbst Segelflug- und Fallschirmspringerkurse zu geben, bei denen sie hunderte Kampfpiloten und etwa 4000 Fallschirmspringer ausbildete. Zwei ihrer Schüler wurden später Helden der Sowjetunion. Məmmədbəyova führte ihren letzten Flug 1949 durch und arbeitete als Vorsitzende der DOSAAF-Filiale Baku bis 1961.
Məmmədbəyovas ältester Sohn Firudin kämpfte im Zweiten Weltkrieg und ihr jüngster Sohn Xanlar nahm am Bergkarabachkonflikt teil, beide als Kampfpiloten.
Leyla Məmmədbəyova wurde in ihren Zwanzigern eine „lebende Ikone“. Ihr Mut und ihre Fähigkeiten wurden in den Medien und in der Kunst gefeiert. Ihr Charakter inspirierte das literarische Schaffen von Mikayıl Müşfiq und Səməd Vurğun, ebenso wie den Film İsmət (1934) von Mikayıl Mikayılov. Zuletzt tauchte Məmmədbəyova als Stuntfrau in Flugzeugszenen auf. 1995 kam eine Dokumentation über das Leben und die Karriere Məmmədbəyovas unter der Regie von Nazim Rza mit dem Namen Leyla heraus, veröffentlicht durch Azerbaijantelefilm.